# Lysiteles hongkong
Lysiteles hongkong är en spindelart som beskrevs av Song, Zhu och Wu 1997. Lysiteles hongkong ingår i släktet Lysiteles och familjen krabbspindlar. Inga underarter finns listade i Catalogue of Life.